# Феррари, Джорджо
Джорджо Феррари (итал. Giorgio Ferrari; 24 декабря 1925, Генуя — 13 января 2010, Турин) — итальянский композитор и музыкальный педагог.
Учился в Генуе и Турине у Риккардо Велларди (скрипка) и Руджеро Магини (композиция), в дальнейшем также изучал дирижирование в Академии Киджи у Карло Цекки. В 1960-е годы дебютировал как дирижёр с Симфоническим оркестром Итальянского радио в Турине. В 1961—1966 гг. возглавлял Музыкальный лицей Сассари, затем перешёл на работу в Туринскую консерваторию, сперва как заведующий кафедрой композиции, а затем как директор консерватории (1978—1994). Одновременно в 1968—1970 гг. художественный руководитель Туринской оперы, в 1975—1978 гг. руководил также фестивалем «Музыкальная осень» в Тревизо. В 1988—2002 гг. художественный руководитель Международного конкурса скрипачей имени Николо Паганини.
Среди основных произведений Феррари, выдержанных, в целом, в неоклассическом духе, — опера «Лорд Сэвил» (англ. Lord Savile; 1967, собственное либретто по произведению Оскара Уайлда «Преступление лорда Артура Сэвила»), концерты для виолончели (1959) и скрипки (1966) с оркестром, Маленький концерт для фортепиано с оркестром (1965), несколько концертов для оркестра, три струнных квартета и другая камерная музыка.